# Балаж, Аттила
Аттила Балаж (венг. Balázs Attila; род. 27 декабря 1988, Будапешт) — венгерский теннисист; финалист одного турнира ATP в одиночном разряде (Открытый чемпионат Хорватии по теннису 2019).
Победитель двух турниров серии ATP Challenger в одиночном разряде и трёх в парном разряде.

## Биография
Аттила Балаж родился 27 сентября 1988 года в Будапеште в семье Гиорги Балажа и Илдико Бостор.
Начал играть в теннис в возрасте 6 лет по примеру старшего брата Гиорги и сестры Илдико. В детстве его кумиром был Роджер Федерер.

### Спортивная карьера

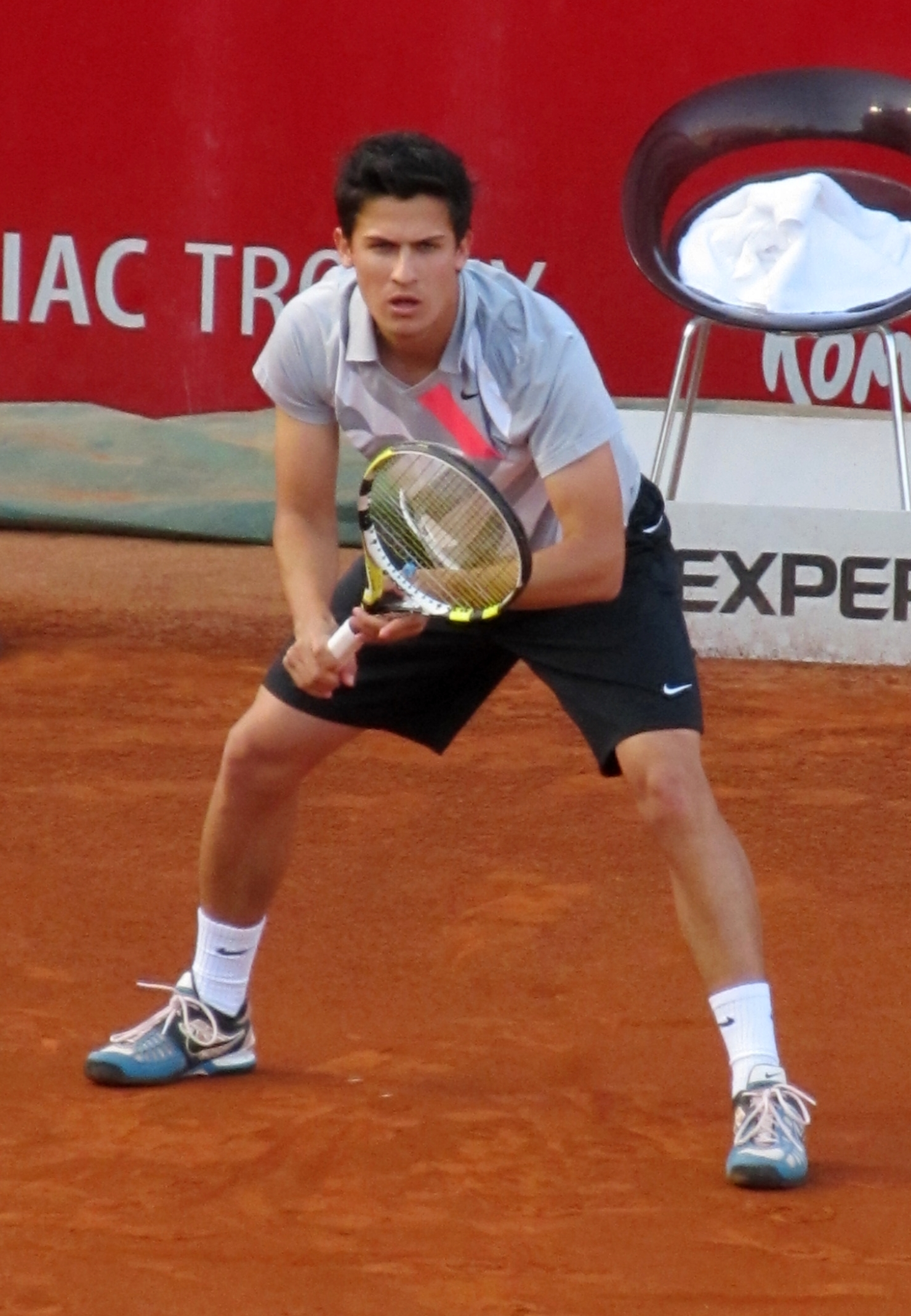
2012 год

В октябре 2010 года Аттила Балаж выиграл свой первый турнир серии ATP Challenger в Палермо (Италия), обыграв в финале австрийца Мартина Фишера. В 2012 году, пробившись через квалификацию в основную сетку турнира BRD Năstase Țiriac Trophy 2012, он дошёл до полуфинала, но проиграл итальянцу Фабио Фоньини в двух сетах. Это был первый серьёзный успех в карьере Балажа на турнирах серии ATP.
2019
В мае 2019 года Балаж совершил камбек[неизвестный термин] в матче против Виктора Троицки. Проигрывая 1-6, 1-5 и 15:40 на подаче соперника, он сумел не только отыграть два матчбола, но и выиграть встречу.
В начале июня проиграл в финале челленджера в Простеёве (Чехия) испанцу Пабло Андухару в двух сетах. На следующем турнире в середине июня дошёл до финала челленджера в Братиславе (Словакия), но проиграл Норберту Гомбошу в трёхсетовом матче.
В конце июня Балаж обыграл в полуфинале квалификации Уимблдона украинца Илью Марченко, однако в финальном квалификационном раунде уступил испанцу Марселю Гранольерсу со счётом 2-1 по сетам. Это выступление стало лучшим на турнирах серии Большого шлема в карьере Балажа.
Самое успешное выступление Балажа на турнирах ATP случилось в сезоне 2019, когда он пробился через квалификацию в основную сетку Открытого чемпионата Хорватии по теннису 2019, затем обыграл в полуфинале серба Ласло Дьере.
В финале его ждал другой серб Душан Лайович, с которым Балаж справиться не смог и проиграл в двух сетах.
2020
В январе 2020 года Аттила Балаж выиграл свой второй турнир ATP Challenger в карьере, обыграв в финале турнира в Бангкоке (Таиланд) российского теннисиста Аслана Карацева.

### Хобби
В числе хобби спортсмен называл снукер и покер, и если бы не теннис, он стал бы снукеристом.

## Предпочтения в теннисе
Балаж предпочитает грунтовое покрытие. Его любимый удар — резаный укороченный, а любимый турнир — Открытый чемпионат Хорватии.

## Рейтинг на конец года
| Год  | Одиночный рейтинг | Парный рейтинг |
| 2022 | 718               |                |
| 2021 | 132               | 897            |
| 2020 | 92                | 609            |
| 2019 | 133               | 741            |
| 2018 | 252               | 259            |
| 2017 | 200               | 206            |
| 2016 | 312               | 914            |
| 2015 |                   |                |
| 2014 | 1331              |                |
| 2013 | 531               |                |
| 2012 | 271               | 974            |
| 2011 | 424               | 1512           |
| 2010 | 190               | 465            |
| 2009 | 305               | 586            |
| 2008 | 343               | 402            |
| 2007 | 728               | 811            |

По данным официального сайта ATP на последнюю неделю года.

## Выступления на турнирах

### Финалы турнировATPв одиночном разряде (1)

#### Поражение (1)
| Легенда                    |
| -------------------------- |
| Турниры Большого шлема (0) |
| Финал АТР-тура (0)         |
| ATP Мастерс 1000 (0)       |
| АТР 500 (0)                |
| АТР 250 (0+1)              |

| Титулы по покрытиям | Титулы по месту проведения матчей турнира |
| ------------------- | ----------------------------------------- |
| Хард (0)            | Зал (0)                                   |
| Грунт (0+1)         | Зал (0)                                   |
| Трава (0)           | Открытый воздух (0+1)                     |
| Ковёр (0)           | Открытый воздух (0+1)                     |

| №  | Дата         | Турнир         | Покрытие | Соперник в финале | Счёт    |
| 1. | 21 июля 2019 | Умаг, Хорватия | Грунт    | Душан Лайович     | 5-7 5-7 |